# Lagynochthonius proximus
Espèce
Synonymes
- Tyrannochthonius proximus Hoff, 1959

Lagynochthonius proximus est une espèce de pseudoscorpions de la famille des Chthoniidae.

## Distribution
Cette espèce est endémique des Antilles. Elle se rencontre en Jamaïque et en République dominicaine.

## Publication originale
- Hoff, 1959 : The Pseudoscorpions of Jamaica. Part 1. The genus Tyrannochthonius (Heterosphyronida : Chthoniidae). Bulletin of the Institute of Jamaica Science Series, vol. 10, no 1, p. 1-39.